# Avdrenia
Avdrenia is een geslacht van rechtvleugeligen uit de familie krekels (Gryllidae). De wetenschappelijke naam van dit geslacht is voor het eerst geldig gepubliceerd in 1988 door Otte.

## Soorten
Het geslacht Avdrenia omvat de volgende soorten:
- Avdrenia ajax Otte, 1988
- Avdrenia fordi Otte, 1988
- Avdrenia malaita Otte, 1988